# Verkligt flöde
Verkligt flöde är inom kanalströmningen det flöde som verkligen råder i en kanal, öppet dike eller vattendrag. 
När det verkliga flödet understiger det kritiska flödet, får vi en subkritisk strömning. När det verkliga flödet överstiger det kritiska flödet, får vi en superkritisk strömning. När det verkliga flödet är lika stort som det kritiska flödet får vi en kritisk strömning. 

## Förväxlingsrisk
Det verkliga flödet (q) kan lätt förväxlas med det teoretiska flödet (qt). Det teoretiska flödet är det flöde som erhålls från Mannings formel utifrån den bottenlutning och vattendjup som råder i ett vattendrag, öppet dike eller en kanal. Det är bara när vi har en bestämmande sektion som det verkliga flödet sammanfaller med det naturliga flödet (q = qt).